# Yi Guji
Yi Guji (Hangul: 현주 이구지, Hanja: 縣主 李仇之, murió el 7 de marzo de 1489) fue una princesa de la dinastía Joseon, escritora, artista y poeta. Ella fue obligada a suicidarse después de que se descubrió que había cohabitado con un esclavo después de quedar viuda.

## Biografía
Yi Guji era hija del Príncipe Yangnyeong, el primer hijo de la tercera dinastía Joseon, el Rey Taejong. Su madre era una esclava del palacio con quien Yangnyeong tuvo dos hijos, pero su nombre no ha sido registrado.
Le fue dado el título de Princesa (현주; 縣主) y se casó con Kwon Deok-young (권덕영; 權德榮), un oficial menor, posteriormente se mudó a la ciudad natal de su marido, Gwangju. Tuvieron dos hijos. Kwon murió en 1470 y Yi fue impedida de volver a casarse por el estigma social, y posteriormente por la emisión de la nueva Ley contra segundos matrimonios de 1477.

## Investigación
En 1475, fue informado a la Saheonbu (inspectores de la dinastía Joseon) que Yi había estado conviviendo con su esclavo. Su sobrino, Hak Rimjeong (학림정; 鶴林正) solicitó que la situación fuese investigada sin tener que recurrir a los interrogatorios. Él propuso que Cheonrye fuese trasladado a su residencia, donde el hombre podía ser cuestionado. Un oficial informó que su hijo que viajaba desde Gwangju había oído rumores de una dama aristocrática vinculada con un esclavo, mientras que otro funcionario dijo que su siervo había visto a Cheonrye dormir y comer en la habitación junto a la alcoba de su amante. Seongjong, sin embargo, se negó a detener a Yi basándose únicamente en chismes. Esto causó mucha controversia entre los funcionarios sobre la política de 'arrestar a pesar de la sospecha', que algunos argumentaron que sólo se debían aplicar a la gente común y no a los asuntos privados de una aristócrata.
En 1489, la Saheonbu informó que Yi Guji había sido madre de una hija de su esclavo, quien se había casado el año anterior. Los funcionarios entonces argumentaban que, a pesar de que cualquier investigación anterior había sido relevada, se trataba de un caso de moralidad pública. Seongjong ordenó que todos los siervos fuesen torturados para investigar la reclamación. Chunrye murió durante el interrogatorio, y más de 40 personas fueron detenidas. A pesar de que algunos miembros del gobierno argumentaban que la muerte era demasiado fuerte como un castigo para una mujer del clan real, se acordó que la muerte era más respetuosa que la tortura, y Yi fue condenada.

## Póstumamente
Fue eliminada del linaje de la familia real (Sunwonrok) y su nombre permaneció como tabú hasta el final de la Dinastía Joseon. En la década de 1970, su nombre fue encontrado en los Registros Auténticos de la época de la Dinastía Joseon, durante la producción de una nueva versión del Hangul.[cita requerida]